# CIM-10 Capítol XIII: Malalties del sistema osteomuscular i del teixit connectiu
| Capítol | Codis   | Títol |
| ------- | ------- | --- |
| I       | A00-B99 | Certes malalties infeccioses i parasitàries                                                                  |
| II      | C00-D48 | Neoplàsies                                                                                                   |
| III     | D50-D89 | Malalties de la sang i dels òrgans hematopoètics i altres trastorns que afecten el mecanisme de la immunitat |
| IV      | E00-E90 | Malalties endocrines, nutricionals i metabòliques                                                            |
| V       | F00-F99 | Trastorns mentals i del comportament                                                                         |
| VI      | G00-G99 | Malalties del sistema nerviós                                                                                |
| VII     | H00-H59 | Malalties de l'ull i els seus annexos                                                                        |
| VIII    | H60-H95 | Malalties de l'oïda i de l'apòfisi mastoide                                                                  |
| IX      | I00-I99 | Malalties del sistema circulatori                                                                            |
| X       | J00-J99 | Malalties del sistema respiratori                                                                            |
| XI      | K00-K93 | Malalties de l'aparell digestiu                                                                              |
| XII     | L00-L99 | Malalties de la pell i el teixit subcutani                                                                   |
| XIII    | M00-M99 | Malalties del sistema osteomuscular i del teixit connectiu                                                   |
| XIV     | N00-N99 | Malalties de l'aparell genitourinari                                                                         |
| XV      | O00-O99 | Embaràs, part i puerperi                                                                                     |
| XVI     | P00-P96 | Certes afeccions originades en el període perinatal                                                          |
| XVII    | Q00-Q99 | Malformacions congènites, deformitats i anomalies cromosòmiques                                              |
| XVIII   | R00-R99 | Símptomes, signes i troballes anormals clíniques i de laboratori, no classificats en un altre lloc           |
| XIX     | S00-T98 | Traumatismes, enverinaments i algunes altres conseqüències de causa externa                                  |
| XX      | V01-Y98 | Causes externes de morbiditat i de mortalitat                                                                |
| XXI     | Z00-Z99 | Factors que influeixen en l'estat de salut i contacte amb els serveis de salut                               |
| XXII    | O00-U99 | Codis per a situacions especials                                                                             |

La 10a Revisió de la Classificació Estadística Internacional de les Malalties i Problemes de Salut Relacionats (CIM-10) és una codificació de malalties, trastorns, signes, símptomes, troballes anormals, denúncies, circumstàncies socials i causes externes de lesions o malalties, segons la classificació de l'Organització Mundial de la Salut (OMS). Aquesta pàgina conté la llista de problemes del capítol XIII de la CIM-10: Malalties del sistema osteomuscular i del teixit connectiu. 
- Sols apareixen els problemes codificats amb la lletra del capítol i dos dígits (per exemple A00), amb tres dígits (separada l'últim dígit per un punt, per exemple A04.0), i rarament amb quatre dígits.
- S'han exclòs els problemes de més de dos dígits que fan referència a "altres" problemes especificats (però no definits) o a problemes no especificats; aquests dos casos corresponen, respectivament, als dígits finals 8 i 9.
- També s'han exclòs els problemes de més de dos dígits que no aporten problemes de salut "diferents" dels de l'enunciat principal i que sols modifiquen "qualitativament" el problema de salut al qual fan referència. Per exemple: A00 és el codi pel còlera, però no s'han presentat els codis A00.1 i A00.2 que diferencien el còlera segons dos tipus de bacteri que el provoquen.

## M00-M25 - Artropaties

### (M00-M03) Artropaties infeccioses
- (M00) Artritis piògena
- (M01) Infeccions directes d'articulacions en malalties infeccioses i parasitàries classificades en un altre lloc
- (M02) Artropaties reactives
  - (M02.0) Artropatia consecutiva a derivació intestinal
  - (M02.1) Artropatia postdisentèrica
  - (M02.2) Artropatia postimmunització
  - (M02.3) Malaltia de Reiter
- (M03) Artropaties postinfeccioses i reactives en malalties classificades en un altre lloc

### (M05-M14) Poliartropaties inflamatòries
- (M05) Artritis reumatoide seropositiva
- (M06) Altres artritis reumatoides
- (M07) Artropaties psoriàsiques i enteropàtiques
- (M08) Artritis juvenil
- (M09) Artritis juvenil en malalties classificades en un altre lloc
- (M10) Gota
- (M11) Altres artropaties per cristalls
  - (M11.0) Malaltia per dipòsit de cristalls d'hidroxiapatita
  - (M11.1) Condrocalcinosi familiar
  - (M11.2) Altres condrocalcinosis
- (M12) Altres artropaties especificades
  - (M12.0) Artropatia postreumàtica crònica [Jaccoud]
  - (M12.1) Malaltia de Kaixin-Bek [osteoartritis deformant endèmica]
  - (M12.2) Sinovitis vil·lonodular (pigmentada)
  - (M12.3) Reumatisme palindròmic
  - (M12.4) Hidroartrosi intermitent
  - (M12.5) Artropatia traumàtica
- (M13) Altres artritis
  - (M13.0) Poliartritis no especificada
  - (M13.1) Monoartritis no classificada a cap altre lloc
- (M14) Artropaties en altres malalties classificades en un altre lloc

### (M15-M19) Artrosi
- (M15) Poliartrosi
  - (M15.0) Artrosi (osteoartrosi) generalitzada primària
  - (M15.1) Nodes de Heberden (amb artropatia)
  - (M15.2) Nodes de Bouchard (amb artropatia)
  - (M15.3) Artrosi múltiple secundària
  - (M15.4) Artrosi (osteoartrosi) erosiva
- (M16) Coxartrosi [artrosi del maluc]
- (M17) Gonartrosi [artrosi del genoll]
- (M18) Artrosi d'articulació carpometacarpiana del polze
- (M19) Altres artrosis
  - (M19.0) Artrosi primària d'altres articulacions
  - (M19.1) Artrosi posttraumàtica d'altres articulacions
  - (M19.2) Altres artrosis secundàries

### (M20-M25) Altres trastorns d'articulacions
- (M20) Deformitats adquirides dels dits de la mà i el peu
  - (M20.0) Deformitat del -s dit -s de la mà
  - (M20.1) Hàl·lux valg (adquirit)
  - (M20.2) Hàl·lux rígid
  - (M20.3) Altres deformitats d'hàl·lux (adquirides)
  - (M20.4) Altres dits de martell del peu (adquirits)
- (M21) Altres deformitats adquirides de les extremitats
  - (M21.0) Deformitat valga no classificada a cap altre lloc
  - (M21.1) Deformitat vara no classificada a cap altre lloc
  - (M21.2) Deformitat de flexió
  - (M21.3) Canell o peu caiguts (adquirits)
  - (M21.4) Peu pla (adquirit)
  - (M21.5) Mà d'urpa, mà de pinya, peu d'urpa i peu de pinya adquirits
  - (M21.6) Altres deformitats adquirides del turmell i el peu
  - (M21.7) Llargada desigual de les extremitats (adquirida)
- (M22) Trastorns de la ròtula
  - (M22.0) Luxació recidivant de ròtula
  - (M22.1) Subluxació recidivant de ròtula
  - (M22.2) Trastorns patel·lofemorals
  - (M22.3) Altres desarranjaments de ròtula
  - (M22.4) Condromalàcia de la ròtula
- (M23) Desarranjament intern del genoll
  - (M23.0) Menisc quístic
  - (M23.1) Menisc discoide (congènit)
  - (M23.2) Desarranjament del menisc per esquinçament o lesió antics
  - (M23.3) Altres desarranjaments de menisc
  - (M23.4) Cos lliure articular en el genoll
  - (M23.5) Inestabilitat crònica del genoll
  - (M23.6) Altres disrupcions espontànies de lligament -s del genoll
- (M24) Altres desarranjaments articulars especificats
  - (M24.0) Cos lliure articular
  - (M24.1) Altres trastorns del cartílag articular
  - (M24.2) Trastorn de lligament
  - (M24.3) Luxació i subluxació articulars patològiques no classificades a cap altre lloc
  - (M24.4) Luxació i subluxació recidivants articulars
  - (M24.5) Contractura articular
  - (M24.6) Anquilosi articular
  - (M24.7) Protrusió acetabular
- (M25) Altres trastorns articulars no classificats a cap altre lloc
  - (M25.0) Hemartrosi
  - (M25.1) Fístula articular
  - (M25.2) Mobilitat articular paradoxal
  - (M25.3) Altres tipus d'inestabilitat articular
  - (M25.4) Embassament articular
  - (M25.5) Dolor articular
  - (M25.6) Rigidesa articular no classificada a cap altre lloc
  - (M25.7) Osteòfit

## M30-M36 - Trastorns sistèmics del teixit connectiu
- (M30) Poliarteritis nodosa i afeccions relacionades
  - (M30.0) Poliarteritis nodosa
  - (M30.1) Poliarteritis amb afectació pulmonar [Churg-Strauss]
  - (M30.2) Poliarteritis juvenil
  - (M30.3) Síndrome limfadenopàtica mucocutània [Kawasaki]
- (M31) Altres vasculopaties necrosants
  - (M31.0) Angiïtis per hipersensibilitat
  - (M31.1) Microangiopatia trombòtica
  - (M31.2) Granuloma letal de la línia mediana
  - (M31.3) Granulomatosi de Wegener
  - (M31.4) Síndrome de l'arc de l'aorta [Takayasu]
  - (M31.5) Arteritis de cèl·lules gegants amb polimiàlgia reumàtica
  - (M31.6) Altres arteritis de cèl·lules gegants
  - (M31.7) Poliangiïtis microscòpica
- (M32) Lupus eritematós sistèmic
- (M33) Dermatopolimiositis
- (M34) Esclerosi sistèmica
- (M35) Altres afectacions sistèmiques del teixit connectiu
  - (M35.0) Síndrome seca [Sjögren]
  - (M35.1) Altres síndromes d'encavalcament
  - (M35.2) Malaltia de Behçet
  - (M35.3) Polimiàlgia reumàtica
  - (M35.4) Fasciïtis difusa (eosinofílica)
  - (M35.5) Fibrosclerosi multifocal
  - (M35.6) Panniculitis recidivant [Weber-Christian]
  - (M35.7) Laxitud articular
- (M36) Trastorns del teixit connectiu sistèmic en malalties classificades en un altre lloc

## M40-M54 - Dorsopaties

### (M40-M43) Dorsopaties deformants
- (M40) Cifosi i lordosi
- (M41) Escoliosi
- (M42) Osteocondrosi de la columna vertebral
- (M43) Altres dorsopaties deformants
  - (M43.0) Espondilòlisi
  - (M43.1) Espondilolistesi
  - (M43.2) Altres fusions espinals
  - (M43.3) Subluxació atlantoaxial recidivant amb mielopatia
  - (M43.4) Altres subluxacions atlantoaxials recidivants
  - (M43.5) Altres subluxacions vertebrals recidivants
  - (M43.6) Torticoli

### (M45-M49) Espondilopaties
- (M45) Espondilitis anquilosant
- (M46) Altres espondilopaties inflamatòries
  - (M46.0) Entesopatia vertebral
  - (M46.1) Sacroiliïtis no classificada a cap altre lloc
  - (M46.2) Osteomielitis de vèrtebra
  - (M46.3) Infecció de disc intervertebral (piògena)
  - (M46.4) Discitis no especificada
  - (M46.5) Altres espondilopaties infeccioses
- (M47) Espondilosi
- (M48) Altres espondilopaties
  - (M48.0) Estenosi raquídia
  - (M48.1) Hiperostosi anquilosant [Forestier]
  - (M48.2) Artrosi interespinosa lumbar
  - (M48.3) Espondilopatia traumàtica
  - (M48.4) Fractura de vèrtebra per sobrecàrrega
  - (M48.5) Aixafament vertebral no classificat a cap altre lloc
- (M49) Espondilopaties en malalties classificades en un altre lloc

### (M50-M54) Altres dorsopaties
- (M50) Trastorns de disc cervical
  - (M50.0) Trastorn de disc cervical amb mielopatia (G99.2*)
  - (M50.1) Trastorn de disc cervical amb radiculopatia
  - (M50.2) Altres desplaçaments de disc cervical
  - (M50.3) Altres degeneracions de disc cervical
- (M51) Altres trastorns de disc intervertebral
  - (M51.0) Trastorns de disc lumbar i d'altres discos intervertebrals amb mielopatia (G99.2*)
  - (M51.1) Trastorns de disc lumbar i d'altres discos intervertebrals amb radiculopatia (G55.1*)
  - (M51.2) Altres desplaçaments de disc intervertebral especificats
  - (M51.3) Altres degeneracions de disc intervertebral especificades
  - (M51.4) Nodes de Schmorl
- (M53) Altres dorsopaties no classificades a cap altre lloc
  - (M53.0) Síndrome craniocervical
  - (M53.1) Síndrome cervicobraquial
  - (M53.2) Inestabilitats vertebrals
  - (M53.3) Trastorns sacrococcigeals no classificats a cap altre lloc
- (M54) Dorsàlgia

## M60-M79 - Trastorns dels teixits tous

### (M60-M63) Trastorns dels músculs
- (M60) Miositis
- (M61) Calcificació i ossificació de múscul
  - (M61.0) Miositis ossificant traumàtica
  - (M61.1) Miositis ossificant progressiva
  - (M61.2) Calcificació i ossificació de múscul paralítiques
  - (M61.3) Calcificació i ossificació de músculs associades a cremades
  - (M61.4) Altres calcificacions de múscul
  - (M61.5) Altres ossificacions de múscul
- (M62) Altres trastorns dels músculs
  - (M62.0) Diàstasi muscular
  - (M62.1) Altres ruptures musculars (no traumàtiques)
  - (M62.2) Infart isquèmic muscular
  - (M62.3) Síndrome d'immobilitat (paraplègica)
  - (M62.4) Contractura muscular
  - (M62.5) Desgast i atròfia musculars no classificats a cap altre lloc
  - (M62.6) Distensió muscular
- (M63) Trastorns dels músculs en malalties classificades en un altre lloc

### (M65-M68) Trastorns de la membrana sinovial i els tendons
- (M65) Sinovitis i tenosinovitis
  - (M65.0) Abscés de beina tendinosa
  - (M65.1) Altres sinovitis (tenosinovitis) infeccioses
  - (M65.2) Tendinitis calcificant
  - (M65.3) Dit de ressort
  - (M65.4) Tenosinovitis de l'estiloide radial [De Quervain]
- (M66) Ruptura espontània de membrana sinovial i tendó
- (M67) Altres trastorns de la membrana sinovial i els tendons
  - (M67.0) Tendó d'Aquil·les curt (adquirit)
  - (M67.1) Altres contractures tendinoses (beina)
  - (M67.2) Hipertròfia sinovial no classificada a cap altre lloc
  - (M67.3) Sinovitis transitòria
  - (M67.4) Ganglió
- (M68) Trastorns la membrana sinovial i els tendons en malalties classificades en un altre lloc

### (M70-M79) Altres trastorns dels teixits tous
- (M70) Trastorns dels teixits tous relacionats amb l'ús, l'ús excessiu i la pressió
  - (M70.0) Sinovitis crepitant crònica de la mà i el canell
  - (M70.1) Bursitis de la mà
  - (M70.2) Bursitis olecraniana
  - (M70.3) Altres bursitis del colze
  - (M70.4) Bursitis prerotular
  - (M70.5) Altres bursitis del genoll
  - (M70.6) Bursitis trocanteriana
  - (M70.7) Altres bursitis del maluc
- (M71) Altres bursopaties
  - (M71.0) Abscés de bossa sinovial
  - (M71.1) Altres bursitis infeccioses
  - (M71.2) Quist sinovial de la fossa poplítia [Baker]
  - (M71.3) Altres quists de les bosses sinovials
  - (M71.4) Dipòsit de calci a les bosses sinovials
  - (M71.5) Altres bursitis no classificades a cap altre lloc
- (M72) Trastorns fibroblàstics
  - (M72.0) Fibromatosi de la fàscia palmar [Dupuytren]
  - (M72.1) Coixinets dels artells
  - (M72.2) Fibromatosi de la fàscia plantar
  - (M72.4) Fibromatosi pseudosarcomatosa
  - (M72.6) Fasciïtis necrosant
- (M73) Trastorns dels teixits tous en malalties classificades en un altre lloc
- (M75) Lesions d'espatlla
  - (M75.0) Capsulitis adhesiva de l'espatlla
  - (M75.1) Síndrome del manegot dels rotatoris
  - (M75.2) Tendinitis bicipital
  - (M75.3) Tendinitis calcificant de l'espatlla
  - (M75.4) Síndrome de pinçament subacromial de l'espatlla
  - (M75.5) Bursitis de l'espatlla
- (M76) Entesitis de l'extremitat inferior, excloent el peu
  - (M76.0) Tendinitis glútia
  - (M76.1) Tendinitis del psoes
  - (M76.2) Esperó de la cresta ilíaca
  - (M76.3) Síndrome de fricció de la banda iliotibial
  - (M76.4) Bursitis del lligament lateral intern del genoll [Pellegrini-Stieda]
  - (M76.5) Tendinitis rotular
  - (M76.6) Tendinitis aquil·liana
  - (M76.7) Tendinitis peroneal
- (M77) Altres entesitis
  - (M77.0) Epicondilitis medial
  - (M77.1) Epicondilitis externa
  - (M77.2) Periartritis del canell
  - (M77.3) Esperó del calcani
  - (M77.4) Metatarsàlgia
  - (M77.5) Altres entesitis del peu
- (M79) Altres trastorns dels teixits tous no classificats a cap altre lloc
  - (M79.0) Reumatisme no especificat
  - (M79.1) Miàlgia
  - (M79.2) Neuràlgia i neuritis no especificades
  - (M79.3) Panniculitis no especificada
  - (M79.4) Hipertròfia del coixinet adipós (subrotular)
  - (M79.5) Cos estrany residual en els teixits tous
  - (M79.6) Dolor de les extremitats
  - (M79.7) Fibromiàlgia

## M80-M94 - Osteopaties i condropaties

### (M80-M85) Trastorns de la densitat i l'estructura òssies
- (M80) Osteoporosi amb fractura patològica
- (M81) Osteoporosi sense fractura patològica
- (M82) Osteoporosi en malalties classificades en un altre lloc
- (M83) Osteomalàcia de l'adult
- (M84) Trastorns de la continuïtat de l'os
  - (M84.0) Consolidació defectuosa de fractura
  - (M84.1) No-consolidació de fractura [pseudoartrosi]
  - (M84.2) Consolidació retardada de fractura
  - (M84.3) Fractura per sobrecàrrega no classificada a cap altre lloc
  - (M84.4) Fractura patològica no classificada a cap altre lloc
- (M85) Altres trastorns de la densitat i l'estructura òssies
  - (M85.0) Displàsia fibrosa (monostòtica)
  - (M85.1) Fluorosi òssia
  - (M85.2) Hiperostosi cranial
  - (M85.3) Osteïtis condensant
  - (M85.4) Quist ossi solitari
  - (M85.5) Quist ossi aneurismàtic
  - (M85.6) Altres quists ossis

### (M86-M90) Altres osteopaties
- (M86) Osteomielitis
- (M87) Osteonecrosi
- (M88) Malaltia de Paget òssia [osteïtis deformant]
- (M89) Altres trastorns ossis
  - (M89.0) Algoneurodistròfia
  - (M89.1) Aturada epifisial
  - (M89.2) Altres trastorns de desenvolupament i creixement ossis
  - (M89.3) Hipertròfia òssia
  - (M89.4) Altres osteoartropaties hipertròfiques
  - (M89.5) Osteòlisi
  - (M89.6) Osteopatia després de poliomielitis
- (M90) Osteopaties en malalties classificades en un altre lloc

### (M91-M94) Condropaties
- (M91) Osteocondrosi juvenil del maluc i la pelvis
- (M92) Altres osteocondrosis juvenils
- (M93) Altres osteocondropaties
  - (M93.0) Epifisiòlisi femoral superior (no traumàtica)
  - (M93.1) Malaltia de Kienböck de l'adult
  - (M93.2) Osteocondritis dissecant
- (M94) Altres trastorns del cartílag
  - (M94.0) Síndrome de l'articulació condrocostal [Tietze]
  - (M94.1) Policondritis recidivant
  - (M94.2) Condromalàcia
  - (M94.3) Condròlisi

## M95-M99 - Altres trastorns del sistema musculoesquelètic i del teixit connectiu
- (M95) Altres deformitats adquirides del sistema musculoesquelètic i el teixit connectiu
  - (M95.0) Deformitat adquirida del nas
  - (M95.1) Orella de coliflor
  - (M95.2) Altres deformitats adquirides del cap
  - (M95.3) Deformitat adquirida del coll
  - (M95.4) Deformitat adquirida del tòrax i les costelles
  - (M95.5) Deformitat adquirida de la pelvis
- (M96) Trastorns musculoesquelètics posteriors a un procediment no classificats a cap altre lloc
  - (M96.0) Pseudoartrosi després de fusió o artròdesi
  - (M96.1) Síndrome postlaminectomia no classificada a cap altre lloc
  - (M96.2) Cifosi postirradiació
  - (M96.3) Cifosi postlaminectomia
  - (M96.4) Lordosi postoperatòria
  - (M96.5) Escoliosi postirradiació
  - (M96.6) Fractura òssia consecutiva a inserció d'implant ortopèdic, pròtesi articular o placa òssia
- (M99) Lesions biomecàniques no classificades a cap altre lloc